# Lukas Ligeti

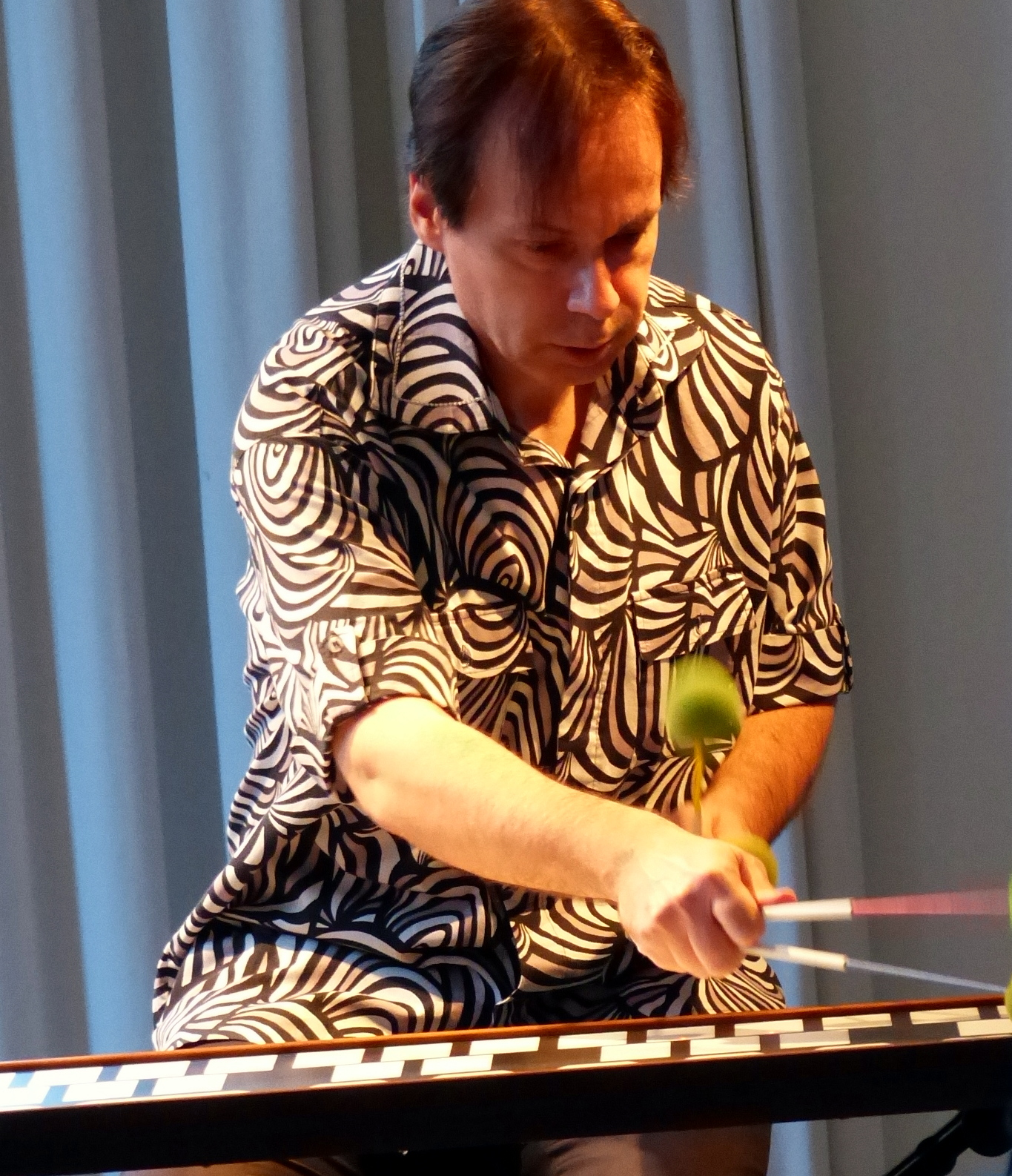
Lukas Ligeti

Lukas Ligeti (Wenen, 13 juni 1965) is een van oorsprong Hongaars percussionist en componist. In zijn muziek gebruikt hij onder meer elementen van jazz, elektronica, hedendaagse klassieke muziek en muziek uit Afrikaanse landen. Als percussionist is hij geïnspireerd door Afrikaanse muziek en zoekt hij nieuwe ritmes.

## Biografie
Ligeti, de zoon van de Hongaarse componist György Ligeti, studeerde aan de Universität für Musik und Darstellende Kunst Wien, onder meer onder Erich Urbanner (compositie). Daarnaast volgde hij lessen improvisatie bij David Moss en lessen compositie bij George Crumb.
Van 1994 tot 1996 was hij visiting composer aan het Center for Computer Research in Music and Acoustics aan Stanford University en in 2006 was hij visiting professor aan de Universiteit van de Witwatersrand.
Eind jaren tachtig was hij medeoprichter van de improv-groep Things of NowNow, later werd hij lid van de rockgroep Kombinat M, die in 1991 slechts één album opnam. In 1996 richtte hij de experimentele, interculturele groep Beta Foly op, waarmee hij in 1997 een album opnam.
Ligeti heeft gewerkt met onder meer Elliott Sharp, Henry Kaiser, Mark Dresser, John Zorn, Gary Lucas, Anthony Coleman, George Lewis en Roy Nathanson. Hij reist regelmatig naar Afrika, waar hij heeft opgetreden met musici uit bijvoorbeeld Ivoorkust, Egypte en Zimbabwe. Hij heeft een band, Burkina Electric, dat elektronische dansmuziek combineert met populaire muziek uit Burkina Faso. Met de zangeres van de groep, Mai Lingani werkt hij ook in een duo.
Hij schreef composities in opdracht van onder meer London Sinfonietta, Icebreaker, Ensemble Modern, Kronos Quartet en Bang on a Can.
Ligeti vestigde zich in 1998 in New York.

## Discografie (selectie)
- NowNowism (Things of NowNow), Extraplatte, 1991
- Hybrid Beat (Kombinat M), Cuneiform Records, 1993
- Lukas Ligeti & Beta Foly, Intuition Music, 1997
- Heavy Meta, (GoodmanKaiserLigeti Trio), Ecstatic Yod, 2002
- Shadowglow (met Raoul Björkenheim), Tum Records, 2003
- The Williamsburg Sonatas (trio met Gianni Gebbia, Ligeti en Massimo Pupillo), Wallace Records, 2004
- Mystery System (componist, speelt zelf niet mee), Tzadik Records, 2004
- Rêem Tekré (met Burkina Electric), AtaTak, 2007
- African Machinery (elektronische percussie, solo), Tzadik Records, 2008
- Paspanga (met Burkina Electric), Cantaloupe Records, 2010
- Pattern Time (met Benoît Delbecq, Gianni Gebbia, Aly Keïta en Michael Manring), Innova Recordings, 2011